# Chiriguaná (ort)
Chiriguaná är en ort i Colombia.   Den ligger i departementet Cesar, i den norra delen av landet, 500 km norr om huvudstaden Bogotá. Chiriguaná ligger 33 meter över havet och antalet invånare är 15 181.
Terrängen runt Chiriguaná är mycket platt, och sluttar västerut. Runt Chiriguaná är det ganska glesbefolkat, med 29 invånare per kvadratkilometer. Närmaste större samhälle är Curumaní, 19,2 km söder om Chiriguaná. Omgivningarna runt Chiriguaná är huvudsakligen savann.